# Chicholi
Chicholi es una ciudad censal situada en el distrito de Nagpur en el estado de Maharashtra (India). Su población es de 18469 habitantes (2011). Se encuentra a 48 km de Nagpur.

## Demografía
Según el censo de 2011 la población de Chicholi era de 18469 habitantes, de los cuales 9499 eran hombres y 8970 eran mujeres. Chicholi tiene una tasa media de alfabetización del 90,14%, superior a la media estatal del 82,34%: la alfabetización masculina es del 93,93%, y la alfabetización femenina del 86,14%.